# Panlong
Panlong chiń. upr. 蟠龙; chiń. trad. 蟠龍; pinyin pánlóng lub chiń. trad. 盤龍, dosł. „zwinięty smok” – stworzenie z mitologii chińskiej, rodzaj smoka chińskiego oraz motywów artystycznych nawiązujących do jego kształtu.
Wedle starożytnego słownika dialektów Fangyan autorstwa Yang Xionga był to „smok, który nie wstąpił do niebios”. Ten typ smoka, jako piąty główny rodzaj smoka (obok smoka z łuskam, jiaolonga, skrzydlatego yinglonga, rogatego qiulonga i nieposiadającego rogów chilonga), wymienia (z taką samą definicją) także japoński słownik Bukkyō iroha jiten. Istnieją zapisy o wykorzystywaniu luster ozdobionych motywem zwiniętego smoka do zabiegów magicznych mających na celu wywołanie deszczu, co świadczy o jego związku z tym zjawiskiem
W sztuce chińskiej słowo pan oznaczające "zwinięty" oznacza motyw, w którym smok lub inne stworzenie jest zwinięte, tak, że głową dotyka ogona tworząc okrąg (np. jako medalion). Panglong (pisane 蟠龍 lub 盤龍), „zwinięty smok” pojawia się jako nazwa własna stylu dekoracji na naczyniach brązowych, osób (m.in. jako pseudonim literacki Huan Xuana) i gór (m.in. w Syczuanie, Henanie, Jiangxi i Hunanie). W przypadku gór nazwy te mogą nawiązywać do ich ukształtowania lub do związanej z wodą symboliki smoka.